# Leucauge comorensis
Leucauge comorensis är en spindelart som beskrevs av Schmidt och Krause 1993. Leucauge comorensis ingår i släktet Leucauge och familjen käkspindlar. Inga underarter finns listade i Catalogue of Life.